# William Wilkinson
William Wilkinson (n. secolul al XVIII-lea – d. 23 august 1836, Paris, Franța) a fost cel de-al doilea reprezentant diplomatic britanic în Principatele Române, fiind desemnat la sfârșitul războiului ruso-turc din 1812 consul în Țara Românească și Moldova după plecarea lui Francis Summerers.

## Biografie
Poarta Otomană și-a dat consimțământul ca Wilkinson să funcționeze în calitate de „consul general al Marii Britanii în Principate”, având sarcina de a apăra interesele comerțului englez și a asigura trecerea curierilor si a corespondenței diplomatice bntanice prin Țările Române.
În timpul șederii sale de patru ani aici, s-a dovedit un fin observator al realităților politice și socio-economice. În pofida serviciilor aduse Companiei Levantului, postul britanicului a fost desființat la 11 iulie 1816.

## Opere
An Account of the Principalities of Wallachia and Moldavia with various political observations relating to them, publicată la 1820, este prima monografie în limba engleză consacrată exclusiv Principatelor Române. Cuprinde nouă capitole, cu o descriere geografică, un scurt istoric, detalii legate de sistemul administrativ fanariot, de comerț și producție, de moravurile și viața cotidiană a românilor. Lucrarea abundă în detalii privitoare la bogățiile naturale ale Țărilor Române. Wilkinson aduce o critică vehementă fanarioților interesați doar de exploatarea surselor și poporului în folosul lor.